# Sudden Fear
Sudden Fear – amerykański noir w reżyserii Davida Millera z 1952 roku.

## Treść
Myra Hudson spotyka Lestera Blaine. Początkowa rozmowa zmienia się w uczucie i kończy małżeństwem. Wkrótce jednak okazuje się, że Lester wraz ze swoją kochanką planuje zabicie Myry.

## Obsada
- Joan Crawford jako Myra Hudson
- Jack Palance jako Lester Blaine
- Gloria Grahame jako Irene Neves
- Bruce Bennett  jako Steve Kearney
- Virginia Huston jako Ann Taylor
- Mike Connors (wystąpił jako Touch Conners) jako Junior Kearney
- Arthur Space jako George Ralston
- Lewis Martin jako reżyser Bill (niewymieniony w czołówce)